# Référendum gambien de 1970
Le référendum constitutionnel gambien de 1970 a lieu le 24 avril 1970 en Gambie afin que la population se prononce sur la transformation du régime politique du pays, passant du statut de royaume du Commonwealth à une république.
Le précédent référendum, organisé peu après l'indépendance en 1965, avait été couronné de succès, mais il n'avait pas atteint les deux tiers des voix requis pour que le « oui » soit approuvé. La Gambie est donc restée une monarchie dans les premières années de son indépendance et un nouveau projet de transition républicaine est soumis à référendum en 1970.
La proposition est approuvée par 70,45 % des votants, pour un taux de participation de 90,10 %.

## Contexte
En 1969, le comité exécutif du Parti populaire progressiste a présenté un projet de Constitution au Parlement avec lequel le pays deviendrait une république. Le projet est approuvé au Parlement (88 voix pour, 8 contre) et soumis à référendum en avril 1970.
Celui-ci prévoit la création du poste de président de la République pour remplacer le gouverneur général (alors Farimang Mamadí Singateh) et la reine Élisabeth II à la tête de l'État.

## Résultats
| Choix                     | Votes   | %     |
| ------------------------- | ------- | ----- |
| Pour                      | 84 968  | 70,45 |
| Contre                    | 35 638  | 29,55 |
|                           |         |       |
| Votes valides             | 120 606 |       |
| Votes blancs et invalides |         |       |
| Total                     |         | 100   |
| Abstention                |         |       |
| Inscrits/Participation    | 133 813 | 90,1  |

| Pour 84 968 (70,45 %) |  | Contre 35 638 (29,55 %) |
| ▲                     |  |                         |
| Majorité absolue      |  |                         |

## Suites
Dawda Jawara, alors Premier ministre, devient le premier président de la République de Gambie. Le pays cesse alors d'être un royaume du Commonwealth, mais reste membre de l'organisation dirigée par Élisabeth II en tant que république du Commonwealth.
La république est actée par le Parlement britannique en mai 1970.